# Symmachia aurigera
Symmachia aurigera is een vlindersoort uit de familie van de prachtvlinders (Riodinidae), onderfamilie Riodininae.
Symmachia aurigera werd in 1902 beschreven door Weeks.